# Ruth Lillegraven
Ruth Lillegraven, född 21 oktober 1978 i Granvin, är en norsk författare av lyrik, romaner, barn- och ungdomslitteratur, deckare och dramatik.
Hennes svenska litteratur har givits ut av Bokförlaget Hedvig, och Sekwa Förlag.